# Arthur Upson
Arthur Upson (ur. 10 stycznia 1877 w dystrykcie Camden w Nowym Jorku, zm. 14 sierpnia 1908) – amerykański poeta. 
Kiedy poeta miał siedemnaście lat rodzina przeprowadziła się do Saint Paul w stanie Minnesota. Artur zaraz zapisał się na University of Minnesota. Na uczelni wydawał studenckie pisemko  Minnesota Daily. Z powodu słabego zdrowia miał problemy z ukończeniem studiów. W 1906 uzyskał dyplom w trybie nadzwyczajnym w uznaniu jego literackich zasług. Miał wtedy 29 lat. Zmarł tragicznie w wieku 31 lat, utonął w jeziorze Bemidji w Minnesocie. Nie wiadomo, czy był to wypadek, czy celowe działanie. Wydał między innymi Westwind Songs (1902), Octaves in an Oxford Garden (1902),  The City, a Poem Drama, and Other Poems (1905). W 1902 wraz z George’em Nortonem Northropem opublikował tomik Poems. W 1909 ukazały się The Collected Poems of Arthur Upson, a w 1911 wydano Sonnets and Songs. Jednym z ważniejszych dzieł poety jest dramat The Tides of Spring.